# Festival Internacional de Música de Sanlúcar de Barrameda
El Festival Internacional de Música de Sanlúcar de Barrameda, denominado "A orillas del Guadalquivir" se celebra anualmente en la ciudad española de Sanlúcar de Barrameda, en Andalucía, en el mes de agosto. Se creó en los años 1980 bajo el impulso de Juan Rodríguez Romero, músico sanluqueño que sigue siendo el director del festival. La colaboración del citado músico con las Orquesta del Mozarteum de Salzburgo y con el violinista Stanley Weiner fueron fundamentales en sus orígenes. 
El festival desde sus inicios tuvo un programa dedicado a la música clásica que en los últimos años ha ido ampliándose hacia otras músicas como el flamenco. Aunque en sus orígenes los conciertos del festival se celebraban en las numerosas iglesias y edificios civiles singulares de Sanlúcar, hoy en día se celebran en el Auditorio Municipal de la Merced. 
- Datos: Q5861017